# Episodi di 24: Legacy
La prima e unica stagione della serie televisiva 24: Legacy, composta da 12 episodi, è stata trasmessa in prima visione negli Stati Uniti d'America da Fox dal 5 febbraio al 17 aprile 2017.
In Italia, la stagione va in onda in prima visione sul canale satellitare Fox dal 2 marzo al 18 maggio 2017.
| nº | Titolo originale    | Titolo italiano         | Prima TV USA     | Prima TV Italia |
| -- | ------------------- | ----------------------- | ---------------- | --------------- |
| 1  | 12:00 PM – 1:00 PM  | 12:00 p.m. - 1:00 p.m.  | 5 febbraio 2017  | 2 marzo 2017    |
| 2  | 1:00 PM – 2:00 PM   | 1:00 p.m. - 2:00 p.m.   | 6 febbraio 2017  | 9 marzo 2017    |
| 3  | 2:00 PM – 3:00 PM   | 2:00 p.m. - 3:00 p.m.   | 13 febbraio 2017 | 16 marzo 2017   |
| 4  | 3:00 PM – 4:00 PM   | 3:00 p.m. - 4:00 p.m.   | 20 febbraio 2017 | 23 marzo 2017   |
| 5  | 4:00 PM – 5:00 PM   | 4:00 p.m. - 5:00 p.m.   | 27 febbraio 2017 | 30 marzo 2017   |
| 6  | 5:00 PM – 6:00 PM   | 5:00 p.m. - 6:00 p.m.   | 6 marzo 2017     | 6 aprile 2017   |
| 7  | 6:00 PM – 7:00 PM   | 6:00 p.m. - 7:00 p.m.   | 13 marzo 2017    | 13 aprile 2017  |
| 8  | 7:00 PM – 8:00 PM   | 7:00 p.m. - 8:00 p.m.   | 20 marzo 2017    | 20 aprile 2017  |
| 9  | 8:00 PM – 9:00 PM   | 8:00 p.m. - 9:00 p.m.   | 27 marzo 2017    | 27 aprile 2017  |
| 10 | 9:00 PM – 10:00 PM  | 9:00 p.m. - 10:00 p.m.  | 3 aprile 2017    | 4 maggio 2017   |
| 11 | 10:00 PM – 11:00 PM | 10:00 p.m. - 11:00 p.m. | 10 aprile 2017   | 11 maggio 2017  |
| 12 | 11:00 PM – 12:00 PM | 11:00 p.m. - 12:00 p.m. | 17 aprile 2017   | 18 maggio 2017  |